# Sami Khedira
Sami Khedira (ara. سامي خضيرة) (Stuttgart, Njemačka, 4. travnja 1987.) umirovljeni je njemački nogometaš tuniških korijena. Naime, Khedira je sin doseljenika iz Tunisa. 

## Klupska karijera
Sami Khedira je kao mladi igrač, nogomet započeo igrati u TV Oeffingenu. 1995. igrač se istaknuo na jednom turniru te ga je skaut VfB Stuttgarta doveo u tamošnju omladinsku školu. U klubu je prošao sve starosne kategorije te je nastupao za drugu momčad kluba, prije nego što je 2006. postao članom prve momčadi VfB. Stuttgarta. Tada je klub vodio trener Armin Veh.
Khedira je debitirao za klub 1. listopada 2006. na utakmici protiv berlinske Herthe. Svoja prva dva prvenstvena gola postiže 29. listopada iste godine, na utakmici protiv Schalkea 04. 29. siječnja 2007. sa Stuttgartom potpisuje prvi profesionalni ugovor, koji je vrijedio do lipnja 2009.
Na zadnjoj prvenstvenoj utakmici protiv Energie Cottbusa, 19. svibnja 2007., Khedira postiže odlučujući pobjedonosni pogodak za rezultat 2:1, te VfB. Stuttgart postaje novi prvak Bundeslige.
9. srpnja 2008. Khediri je produžen ugovor do ljeta 2011.
13. prosinca 2008. igrač u sudačkoj nadoknadi postiže pogodak protiv Bayern Münchena, te bavarskom klubu bitno osujećuje jesenski dio prvenstva. Ta utakmica proglašena je utakmicom mjeseca u Bundesligi.
30. srpnja 2010. Khedira prelazi u Real Madrid za nepoznat iznos transfera. U klubu mu je dodijeljen dres s brojem 24, kojeg već iduće sezone mjenja u dres s brojem 6. Dana 29. kolovoza debitira ze Real u utakmici protiv Mallorce. Ta utakmica završila je bez pobjednika, rezultatom 0:0. Prvi službeni pogodak postiže u Ligi prvaka 18. listopada 2011. u utakmici protiv Lyona. Prvi gol u Primeri postiže Espanyolu u "demoliranju" 5:0, a svoj drugi gol u Primeri postiže protiv Barcelone u pobjedi 2:1. To je bio Realov 108. gol u prvenstvu, čime su srušili rekord od 107. postignutih golova iz sezone 1989./80. koju je također držao Real.
U lipnju 2015. Khedira prelazi u talijanski klub Juventus bez odštete od Reala.

## Reprezentativna karijera
Khedira koji prvenstveno igra u veznom redu, dosad je skupio 80 nastupa u različitim dobnim selekcijama njemačke reprezentacije. Za U21 vrstu skupio je 15 nastupa te je s tom momčadi 2009. osvojio U21 europsko prvenstvo koje se igralo u Švedskoj. U finalu, koje je igrano u Malmöu, Nijemci su pobijedili Englesku. Na tom prvenstvu, Khedira je bio njemački kapetan.
Za seniorsku A reprezentaciju, Khedira je debitirao 5. rujna 2009. na utakmici protiv Južne Afrike. Njemački izbornik Joachim Löw igrača je 6. svibnja 2010. stavio na prošireni reprezentativni popis potencijalnih reprezentativaca za nadolazeći Mundijal. U konačnici, Khedira je pozvan u njemačku reprezentaciju kao član momčadi koja 2010. nastupa na Svjetskom prvenstvu u JAR-u. Zanimljivo je spomenuti da je Sami pozvan neposredno prije odlaska njemačke reprezentacije na jug Afrike. U prvoj utakmici Njemačke protiv Australije, Khedira je nastupao u početnom sastavu, kao zamjena Michaelu Ballacku, koji se ozlijedio prije početka prvenstva.
S Elfom je 2014. godine postao svjetski prvak osvojivši Svjetsko prvenstvo koje se održavalo u Brazilu.
Njemački nogometni izbornik objavio je u svibnju 2016. popis za nastup na Europsko prvenstvo u Francuskoj, na kojem je se nalazio Khedira.

### Pogoci za reprezentaciju
| #  | Datum               | Mjesto                                                | Protivnik      | Pogodak | Rezultat | Natjecanje                                         |
| -- | ------------------- | ----------------------------------------------------- | -------------- | ------- | -------- | -------------------------------------------------- |
| 1. | 10. srpnja 2010.    | Nelson Mandela Bay Stadion, Port Elizabeth, JAR       | Urugvaj        | 3:2     | 3:2      | Svjetsko prvenstvo u Južnoj Africi 2010.           |
| 2. | 22. lipnja 2012.    | PGE Arena, Gdanjsk, Poljska                           | Grčka          | 2:1     | 4:2      | Europsko prvenstvo u Poljskoj i Ukrajini 2012.     |
| 3. | 6. veljače 2013.    | Stade de France, Pariz, Francuska                     | Francuska      | 2:1     | 2:1      | Prijateljska utakmica                              |
| 4. | 11. listopada 2013. | RheinEnergieStadion, Köln, Njemačka                   | Irska          | 1:0     | 3:0      | Kvalifikacije za Svjetsko prvenstvo u Brazil 2014. |
| 5. | 8. srpnja 2014.     | Mineirão, Belo Horizonte, Brazil                      | Brazil         | 5:0     | 7:1      | Svjetsko prvenstvo u Brazilu 2014.                 |
| 6. | 11. listopada 2016. | HDI-Arena, Hannover, Njemačka                         | Sjeverna Irska | 2:0     | 2:0      | Kvalifikacije SP 2018.                             |
| 7. | 11. studenog 2016.  | Stadio Olimpico di Serravalle, Serravalle, San Marino | San Marino     | 0:1     | 0:8      | Kvalifikacije SP 2018.                             |

## Privatni život
Otac igrača je Tunižanin, dok je majka Njemica. Samijev mlađi brat Rani trenutno igra za Union Berlin te je bio član mlađih njemačkih reprezentacija.

## Trofeji

### Klupski trofeji
| Klub          | Trofej              | Godina / sezona |
| Njemačka      | Njemačka            | Njemačka        |
| ------------- | ------------------- | --------------- |
| VfB Stuttgart | Bundesliga          | 2006./07.       |
| Španjolska    |                     |                 |
| Real Madrid   | Kup Kralja          | 2011.           |
| Real Madrid   | Primera             | 2011./12.       |
| Real Madrid   | Španjolski Superkup | 2012.           |
| Real Madrid   | Kup Kralja          | 2014.           |
| Real Madrid   | Liga prvaka         | 2013./14.       |
| Real Madrid   | Superkup Europe     | 2014.           |

### Reprezentativni trofeji
| Turnir             | Trofej | Godina |
| ------------------ | ------ | ------ |
| Svjetsko prvenstvo | Bronca | 2010.  |
| Svjetsko prvenstvo | Zlato  | 2014.  |

## Vanjske poveznice
- Profil igrača na Transfermarkt.de  Arhivirana inačica izvorne stranice od 28. ožujka 2010. (Wayback Machine)
- Profil igrača na Fussballdaten.de
- Profil igrača na En.Qantara.de  Arhivirana inačica izvorne stranice od 22. srpnja 2010. (Wayback Machine)